# Annalise Murphy
Annalise Murphy, née le 1er février 1990, est une sportive irlandaise, pratiquant la voile.

## Palmarès

### Jeux olympiques
- Jeux olympiques 2016 à Rio de Janeiro (Brésil)
  -  Médaille d'argent en Laser Radial femmes
- Jeux olympiques 2012 à Londres (Royaume-Uni)
  - 4e en Laser Radial femmes

### Coupe du monde
- Coupe du monde de voile 2010-2011
  - 7e en laser radial
- Coupe du monde de voile 2011-2012
  - 6e en laser radial

### Championnats d'Europe
- 2013
  -  Médaille d'or